# 唇腺
唇腺（英語：labial glands）是位于口腔周围粘膜和口腔匝肌之间的小唾液腺，呈圆形，大小与小豌豆相当。
与腮腺和颊腺一样，唇腺也受副交感神经纤维支配，这些纤维起源于下泌涎核，随舌咽神经和岩小神经到达耳神经节，在那里进行突触传递，然后继续延伸至唇腺。交感神经支配由起自颈上神经节的节后神经纤维介导，并穿过耳神经节而不发生突触。